# Gennaro Fermariello
Gennaro Fermariello (Napoli, 1883 – Napoli, 1954) è stato un politico e avvocato italiano.

## Biografia
Avvocato civilista, nato nel 1883, prese parte come volontario alla prima guerra mondiale, combattendo da ufficiale sul Carso. Rientrato a Napoli, divenne presidente dell'Associazione napoletana movimento combattentistico. Si oppose alla dittatura fascista e prese parte alle lotte per la liberazione aderendo al Partito d'Azione. Fu tra i fondatori del Comitato di liberazione nazionale napoletano, divenendone presidente dal gennaio 1944 al gennaio 1945. Venne nominato sindaco di Napoli l'8 gennaio 1945, succedendo a Gustavo Ingrosso.
Alle prime amministrative democratiche del 1946 si candidò al consiglio comunale come capolista del Blocco Democratico Popolare. Nel 1952 passò al Partito Socialista Democratico Italiano. Morì nel 1954.